# Caracas Challenger 1999
Il Caracas Challenger 1999 è stato un torneo di tennis facente parte della categoria ATP Challenger Series nell'ambito dell'ATP Challenger Series 1999. Il torneo si è giocato a Caracas in Venezuela dal 29 novembre al 5 dicembre 1999 su campi in cemento.

## Vincitori

### Singolare
Younes El Aynaoui ha battuto in finale  Gastón Etlis con il punteggio di 6–3, 7–6

### Doppio
Gastón Etlis /  Martin Rodriguez hanno battuto in finale  José de Armas /  Jimy Szymanski con il punteggio di 6–4, 6–3